# Renée Faure
Renée Faure (Parijs, 4 november 1918 – Clamart, 2 mei 2005) was een Franse actrice.

## Leven en werk

### Opleiding en 25 jaar Comédie-Française
Na middelbare studies volgde Faure, die van jongs af aan gepassioneerd was door het theater, toneellessen bij  René Simon en bij André Brunot. In 1937 werd ze toegelaten tot de Comédie-Française waarvan ze het jongste lid werd. Gedurende 25 jaar bleef ze verbonden aan dit roemrijke toneelgezelschap. Ze acteerde in zowel klassieke (Racine, Hugo, Musset, ...) als meer eigentijdse (Mauriac, Bernanos, Montherlant, ...) stukken, meestal stukken die een actrice nodig hadden die jeugdige argeloosheid wist te combineren met de bezieldheid van een treurspelvertolkster.

### Filmcarrière
Faure's filmactiviteiten stonden in de schaduw van haar toneelcarrière die intenser en omvangrijker was.
In 1941 debuteerde ze in de komische misdaadfilm L'Assassinat du père Noël waarin ze de dochter vertolkte van de Kerstman uit de titel. Cineast Christian-Jaque was zo bekoord door haar talent en haar charme dat hij nog drie keer een beroep deed op haar, onder meer voor La Chartreuse de Parme (1948). In deze filmversie van Stendhals gelijknamige roman werd ze als hoofdactrice gecast naast Gérard Philipe. Dit romantisch drama was de succesrijkste Franse film van dat jaar.
In 1943 bood Robert Bresson haar de hoofdrol aan in zijn debuutfilm, het religieus drama Les Anges du péché. Faure vertolkte er een jonge non die zich het lot van vrouwelijke gevangenen danig aantrekt en zo in de knoei raakt.
Onder het dertigtal films dat ze draaide waren er heel wat literatuurverfilmingen. De meest bekende waren, naast La Chartreuse de Parme, Kœnigsmark (1953, naar Pierre Benoit), Bel Ami (1955, naar Guy de Maupassant) waarin ze een manipulatieve, doortastende en ambitieuze vrouw gestalte gaf, Le Sang à la tête (1956, naar Georges Simenon) en Le Président (1961, eveneens naar Georges Simenon). Haar voorliefde voor literatuur kwam ook al tot uiting in François Villon (1945) waarin ze de geliefde van François Villon belichaamde, Frankrijks beroemdste dichter uit de late middeleeuwen.  
Ze werd drie keer gecast met Jean Gabin: in Le Sang à la tête (1956) als de gouvernante van zijn kinderen die stiekem verliefd is op hem, in het succesrijke Rue des prairies (1959) als de mondaine advocate wanneer Gabins zoon voor een rechtbank voor minderjarigen moet verschijnen omdat hij van huis is weggelopen en in Le Président (1961) als de toegewijde secretaresse van de Franse president.

### Latere carrière
Vanaf het begin van de jaren zestig verscheen Faure nog maar zelden op het witte doek. Vermeldenswaardige films uit haar latere carrière waren het historisch drama Le Juge et l'Assassin (1976) waarin ze de moeder van 'juge' Philippe Noiret vertolkte, de tragikomedie La Petite Voleuse (1988) waarin ze gestalte gaf aan een enge aborteuse die de zwangere adolescente Charlotte Gainsbourg angst inboezemt en L'Inconnu dans la maison (1992), een misdaadfilm, weer naar een roman van Georges Simenon, waarin ze de gouvernante vertolkte van Jean-Paul Belmondo. 
Vanaf die jaren was Faure frequenter te zien op de bühne en op het kleine scherm. Alhoewel ze geen deel meer uitmaakte van de Comédie-Française bleef ze toneel spelen in verscheidene Parijse zalen. Ze breidde haar repertoire uit met onder meer Lorca, Cocteau en Anouilh. Ze maakte vermeldenswaardige verschijningen op het kleine scherm in de populaire serie Les Gens de Mogador (1972-73) en in meerdere uitzendingen van het langlopende Au théâtre ce soir (1966-1986).

### Privéleven
Faure trouwde in 1939 met acteur Renaud Mary (1918-1977) die haar een dochter Emmanuelle gaf. In 1947 hertrouwde ze met Christian-Jaque. Het koppel bleef samen tot het begin van de jaren vijftig. Toen scheidde Christian-Jaque van haar om te kunnen trouwen met Martine Carol.
Faure overleed in 2005 op 86-jarige leeftijd aan de gevolgen van een chirurgische ingreep.

## Filmografie (ruime selectie)
- 1941 - L'Assassinat du père Noël (Christian-Jaque)
- 1943 - Des jeunes filles dans la nuit (René Le Hénaff)
- 1943 - Les Anges du péché (Robert Bresson)
- 1944 - Béatrice devant le désir (Jean de Marguenat)
- 1945 - François Villon (André Zwoboda)
- 1945 - Sortilèges (Christian-Jaque)
- 1948 - La Chartreuse de Parme (Christian-Jaque)
- 1952 - Adorables Créatures (Christian-Jaque)
- 1953 - Kœnigsmark (Solange Térac)
- 1954 - Raspoutine (Georges Combret)
- 1955 - Bel Ami (Louis Daquin)
- 1956 - Le Sang à la tête (Gilles Grangier)
- 1958 - Cargaison blanche (Georges Lacombe)
- 1959 - Rue des prairies (Denys de La Patellière)
- 1961 - Le Président (Henri Verneuil)
- 1966 - Les Sultans (Jean Delannoy)
- 1976 - Le Juge et l'Assassin (Bertrand Tavernier)
- 1985 - L'Amour en douce (Edouard Molinaro)
- 1988 - La Petite Voleuse (Claude Miller)
- 1989 - Dédé (Jean-Louis Benoît)
- 1991 - À la vitesse d'un cheval au galop (Fabien Onteniente)
- 1992 - L'Inconnu dans la maison (Georges Lautner)
- 1998 - Homère, la dernière odyssée (Fabio Carpi)

- Bibliothèque nationale de France: cb13185618b (data)
- Gemeinsame Normdatei: 135358949
- International Standard Name Identifier: 0000 0000 5512 9101
- Library of Congress Control Number: no91013261
- MusicBrainz: fbed0d73-e7dd-4fbd-9418-9883c685410c
- Nationale Bibliotheek van Tsjechië: xx0159333
- Nationale Bibliotheek van Israël: 987007319432905171
- Nationale Bibliotheek van Polen: a0000003327072
- SNAC: w6nv9r4n
- Système universitaire de documentation: 059179147
- Virtual International Authority File: 76456112
- WorldCat: E39PBJmtB7p6HXXCBRvbbR7GpP